# 瞳水ひまり
瞳水 ひまり（ひとみ ひまり、2002年6月23日 - ）は、日本の俳優。ジャストプロ所属。

## 経歴
高知県出身。
苺谷 ことりの名前でアイドルグループエレクトリックリボンに加入していた。ミスiD2021においてアメイジング ミスiD2021を受賞している。
2023年より役者活動を始めた。

## 出演

### ドラマ
- 夫を社会的に抹殺する5つの方法 Season2（テレビ東京、2024年1月24日 第3話）[1]
- タカラのびいどろ（CBCテレビ、2024年7月） - レギュラー生徒 役[1]
- しょせん他人事ですから（テレビ東京、2024年7月26日 第2話）[1]
- 民王R（テレビ朝日、2024年11月12日 第4話）[4]
- 連続テレビ小説 「あんぱん」（NHK総合、2025年3月31日 - ） - 宇戸しん 役[5]
- 放送局占拠（日本テレビ、2025年7月12日 - ） - がしゃどくろ / 安室流華 役[6][7]

### 映画
- 地獄のSE（2023年9月）[1][8]
- 飼ってたクモが死んだ。（2023年12月）[1]

### ミュージックビデオ
- sonosheet 「エピローグ」（2021年3月）[9]
- sonosheet 「シングルアゲイン」（2021年4月）[1]
- 愛しておくれ 「セブンティーン」（2021年4月）[1]
- Appare!「ゴールデンタイム」（2023年8月）[1]
- MOSHIMO「君に夢チュウ」（2023年9月）[1]
- バイリンジボーイ「Give it to me BABY!!」（2024年3月）[1]

### モデル
- 銀杏BOYZ「GOD SAVE THE わーるど」 - ジャケットモデル[1][10]

## 音楽
- 「恋は桃色」（2025年4月16日発売予定）（細野晴臣のアルバム「HOSONO HOUSE」収録曲のカバー。音楽プロジェクト“Magico”の1つとして発売）[11]